# Maredret
Maredret (en wallon Maredret) est un village (section) de la commune belge d'Anhée située en Région wallonne dans la province de Namur.
Il faisait partie de la commune de Sosoye avant la fusion des communes belges en 1977.
Le village abrite une abbaye datant du XIXe siècle. Il fait partie de la région touristique de la vallée de la Molignée.
- Code postal : 5537
- Arrondissement : Dinant

## Toponymie
Le nom de Maredret trouve son origine dans le mot latin Marendricia signifiant marécage. 

## Économie
Le village est desservi par le bus 21 (Namur - Maredsous) et le bus 35 (Ermeton-sur-Biert - Dinant).